# Nicolaus Mulerius

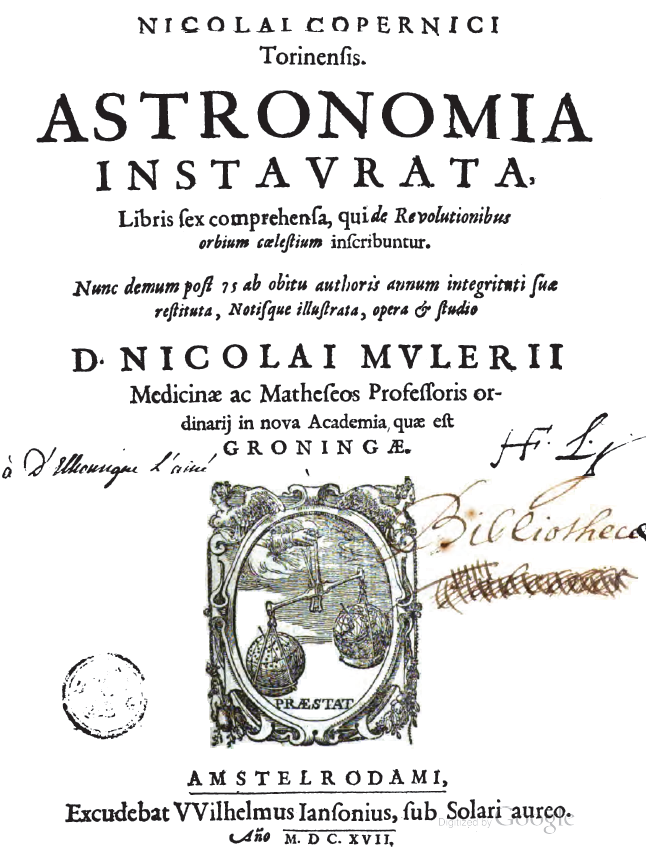
Portada de la 3 ª ed. de De revolutionibus orbium coelestium, por Mulerius, 1617

Nicolaas des Mulier(s), latinizado como  Nicolaus Mulerius  (Brujas, 25 de diciembre de 1564 - Groningen, 5 de septiembre de 1630) fue un astrónomo y profesor de medicina y matemáticas en la Universidad de Groningen.

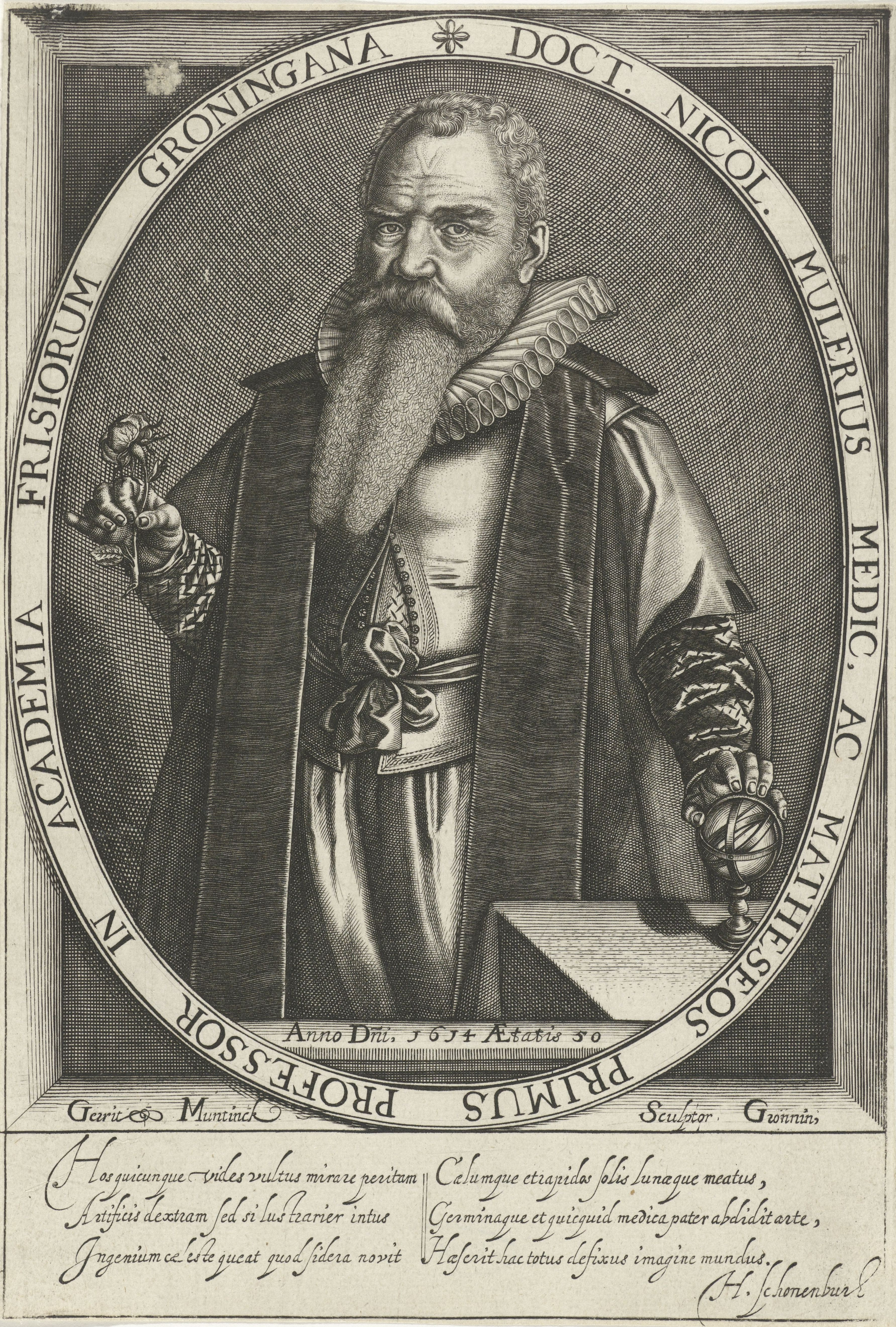
Nicolaus Mulerius

## Biografía
Era hijo de Pierre des Muliers y Claudia Le Vettre. Creció en Brujas, donde fue instruido por Cruquius, entre otros. Desde 1582 estudió medicina en la Universidad de Leiden, donde enseñaban Justo Lipsio, Vulcanius, Snellius y Heurnius. En 1589 se casó con Christina Six y se convirtió en médico de Harlingen por espacio de trece años. En 1603 se mudó a Groningen y en 1608 asumió el cargo de profesor en el gymnasium) de Leeuwarden. Vuelto a Groningen, desde 1614 fue profesor de medicina y matemáticas en su Universidad, cuya biblioteca dirigió desde 1619 a 1621 y desde 1626 a 1630. Su hijo,  Petrus Mulerius  (1599 - 1647), se convirtió asimismo en profesor de la misma en las materias de física y botánica desde 1628.
En 1616, Nicolaus Mulerius publicó un libro de texto sobre astronomía que recuerda a la Esfera de Johannes de Sacrobosco y en 1616 publicó una tercera edición, actualizada y anotada del De revolutionibus orbium coelestium de Nicolás Copérnico
Póstuma apareció también su biografía de Ubbo Emmius junto a las vidas de otros profesores de Groningen (Groningen, 1638).

## Obras
- Naturae tábulas Frisicae Lunae - solares quadruplices, quibus accessere solis..., 1611
- Astronomicarum Institutionum libri duo, 1616
- Iudaeorum annus Lunae-Solaris: et Turc - Arabum annus Mere lunaris, 1630
- Naturae tábulas Frisicae Lunae - solares quadruplices, quibus accessere solis..., 1611
- Nicolai Mulerii... Exercitationes en Apocalypsin s. Johannis Apostoli, 1691